# Референдум у Молдові (1994)
Референдум щодо збереження незалежності Молдови відбувся в Молдові 6 березня 1994 року. Ініційований Президентом Мірчею Снєгуром. Він мав офіційний статус «Консультації з народом» (рум. La sfat cu poporul) і «За» офіційно проголосували 97,9 % від тих, хто взяв участь у голосуванні.

## Питання
Чи бажаєте ви, щоб Республіка Молдова розвивалась як незалежна і цілісна держава у кордонах визнаних станом на день, коли Молдова проголосила свій суверенітет, дотримувалась політики нейтралітету і підтримувала взаємовигідні економічні стосунки з усіма країнами світу і гарантувала своїм громадянам рівні права згідно норм міжнародного права?

## Питання легітимності
Референдум провела спеціально створена республіканська комісія після того, як Центральна Виборча комісія відмовилася його проводити. Проведення цього референдуму суперечило закону про референдум від 1992 року, згідно з яким комісія з проведення референдуму мала бути сформована Парламентом за 60 днів до референдуму і референдум не міг відбуватися на відстані менше 90 днів від будь-яких загальнонаціональних виборів (а Парламентські вибори в Молдові 1994 року відбулися тижнем раніше).

## Результати голосування
| Варіанти                   | Голосів   | %    |
| -------------------------- | --------- | ---- |
| За                         | 1 722 602 | 97,9 |
| Проти                      | 36 546    | 2,1  |
| Недійсні/незаповнені       | 49 146    | —    |
| Усього                     | 1 808 294 | 100  |
| Зареєстровані виборці/явка | 2 407 964 | 75,1 |
| Джерело: Nohlen & Stöver   |           |      |

## Наслідки
Багато публічних осіб та мас-медіа говорили про цей референдум як про сильний удар по Руху за об'єднання Румунії й Молдови в обидвох країнах попри те, що питання не стосувалося безпосередньо Румунії, а лише незалежності. Він також стосувався територіальної цілісності, що було тоді головним клопотом у зв'язку з Придністровським конфліктом.